# Rhipidomys tribei
Rhipidomys tribei є видом гризунів родини Cricetidae. Це ендемік бразильського штату Мінас-Жерайс. Про екологію цього виду відомо мало. Кілька зібраних зразків були зібрані в прибережних напівлистяних підгірських ділянках лісу, оточених луками.